# Hxaro

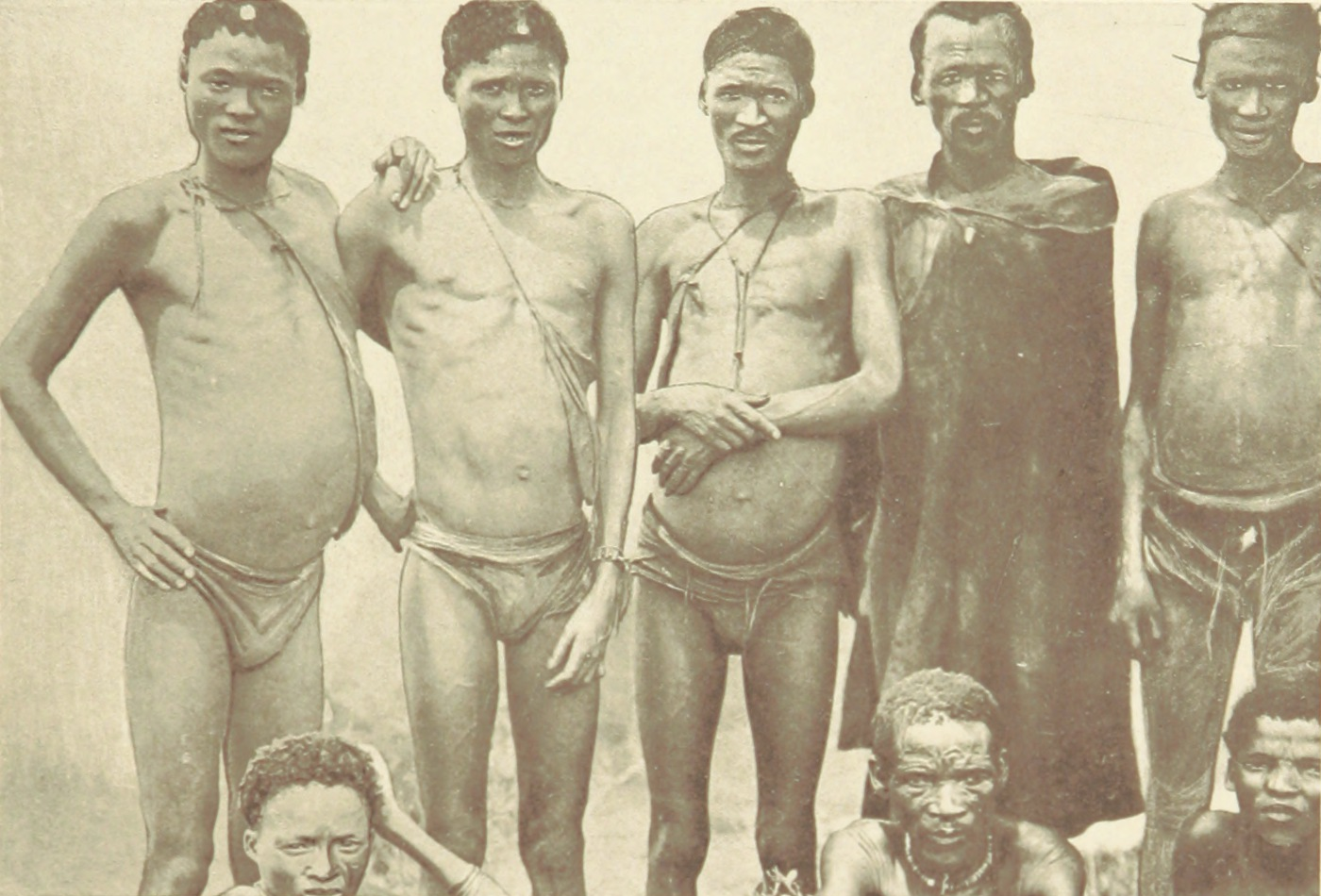
Eine Gruppe !Kung im Jahr 1896

Hxaro bezeichnet das gegenseitige Tauschsystem der ǃKungKlicklaut einem Clan der San in der Kalahari, in welchem durch Geschenke, Geschichtenerzählen und regelmäßige Besuche ein Netz von sozialen Beziehungen zu teils mehrere hundert Kilometer entfernten Tauschpartnern aufrechterhalten wird. Diese gemeinschaftsbildenden Beziehungen dauern lange Zeit an und werden zum Teil von Eltern an ihre Kinder weitergegeben. Das System wurde eingehend von der Anthropologin Pauline Wiessner untersucht. Sie sieht die Hauptaufgabe des Systems darin, die ǃKung in Zeiten des Nahrungsmangels kollektiv abzusichern, zum Beispiel im Fall von Trockenperioden oder Fluten, und vergleicht es mit dem Versicherungswesen.
Charakteristische Eigenschaften sind die symmetrische verzögerte Gegenseitigkeit (Reziprozität), die Bedeutung der aufgebauten Beziehung zwischen Einzelpersonen (im Gegensatz zum praktischen Nutzen der Geschenke und Gruppenbeziehungen), sowie die Tatsache, dass das Geschlecht der Tauschpartner keine große Rolle spielt.
Im Detail waren die Personen im Durchschnitt mit 16 Tauschpartnern verbunden und verbrachten etwa ein Viertel des Jahres mit dem Erstellen oder Beschaffen von Geschenken und gegenseitigen Besuchen, der für Hxaro betriebene Aufwand wird als hoch eingeschätzt. Während der Besuche werden die Besucher vom Gastgeber zunächst vollständig, nach einigen Tagen zumindest teilweise versorgt, so dass ein Besuch auch für den Gastgeber einen hohen Aufwand darstellt.
Das System der verzögerten Reziprozität ist spezifisch für die ǃKung und für die Naro sprechenden San.
Ein ähnliches System existiert bei den Enga von Papua-Neuguinea.